# بخش کنگره (شهرستان مورو، اوهایو)
بخش کنگره (به انگلیسی: Congress Township) یک منطقهٔ مسکونی در ایالات متحده آمریکا است که در شهرستان مورو، اوهایو واقع شده‌است.
 بخش کنگره ۸۲٫۰ کیلومتر مربع مساحت و ۲٬۷۰۱ نفر جمعیت دارد و ۴۲۳ متر بالاتر از سطح دریا واقع شده‌است.